# Джеймс Гітлі
Джеймс Гітлі (англ. James Heatly, 20 травня 1997) — британський стрибун у воду.
Учасник Олімпійських Ігор 2020 року.
Призер Чемпіонату Європи з водних видів спорту 2018 року.
Призер Ігор Співдружності 2018 року.